# Kabasiran
Kabasiran is een bestuurslaag in het regentschap Bogor van de provincie West-Java, Indonesië. Kabasiran telt 13.368 inwoners (volkstelling 2010).